# Oleg Tińkow
Oleg Jurjewicz Tińkow (ros. Олег Юрьевич Тиньков; ur. 25 grudnia 1967 w Lenińsku Kuźnieckim) – rosyjski przedsiębiorca i bankier, notowany jako 1210. na liście najbogatszych ludzi świata.

## Życiorys
Syn syberyjskiego górnika, Oleg Tińkow ukończył szkołę średnią w Lenińsku Kuźnieckim . Od dziecka parał się kolarstwem, był mistrzem Syberii i zdobył tytuł kandydata na mistrza sportu, ale karierę sportową przerwało powołanie do wojska. W latach 1986–1988 służył w armii jako żołnierz straży granicznej na Dalekim Wschodzie: w Nachodce i w Nikołajewsku nad Amurem. W 1988 roku wstąpił do Leningradzkiego Instytutu Górniczego. Będąc na trzecim roku studiów, porzucił uczelnię, by rozpocząć działalność w biznesie. Pod koniec lat 90. odbył kursy półroczne „Diploma Program in Marketing” na Uniwersytecie Kalifornijskim w Berkeley.
W czasach, gdy rozkręcał swój biznes, sieć sklepików z elektroniką, miał liczne kontakty z Polską, handlował na warszawskim bazarze Różyckiego. Potem stworzył browar Tinkoff, a po jego sprzedaży za 167 mln euro założył Tinkoff Bank, który zrewolucjonizował internetowy rynek finansowy w Rosji i został jednym z największych banków kraju w zakresie usług finansowych prowadzonych przez internet oraz oferujących karty kredytowe. Obok banku posiadał grupę kolarską Tinkoff-Saxo, w której jeździł m.in. Rafał Majka. Według rankingu czasopisma Forbes Oleg Tińkow zajmuje 75. miejsce na liście najbogatszych Rosjan.
Kilka lat temu zrobiło się głośno o jednym z klientów banku, którego właścicielem jest Oleg Tińkow. W 2008 roku pewien Rosjanin, były pracownik służb mundurowych Dmitrij Agarkow (ros. Дмитрий Агарков) z Woroneża dostał od banku ofertę założenia karty kredytowej i wprowadził zmiany w umowie, którą wystarczyło podpisać i odesłać do banku, żeby otrzymać pocztą gotową do użycia kartę. Umowa została podpisana przez bank, bo jego pracownicy nie zauważyli zmian, których Agarkow dokonał w napisanych drobnym drukiem warunkach i taryfach. To umożliwiło Agarkowowi korzystanie z karty kredytowej bez spłacania odsetek. Gdy bank drogą sądową zażądał od niego 45 tysięcy rubli tytułem zwrotu pożyczki, Agarkow przedstawił sędziemu umowę jaką podpisał z nim bank. Agarkow wygrał proces, ale po tym wydarzeniu musiał wyjechać z Rosji.
W 2019 zdiagnozowano u niego białaczkę.

## Życie prywatne
Żonaty z Estonką Riną Wosman, ma troje dzieci: dwóch synów i córkę. Ponieważ dziadkowie żony pochodzą z Polski, nieco rozumie i potrafi porozumieć się po polsku.